# Orígenes secretos
Orígenes secretos es una película española de 2020 dirigida por David Galán Galindo y estrenada en Netflix el 28 de agosto de 2020. Está protagonizada por Javier Rey, Verónica Echegui, Brays Efe, Antonio Resines y Ernesto Alterio, entre otros.
La película fue nominada a tres Premios Goya en la XXXV edición en las categorías mejor guion adaptado, para Galán Galindo y Fernando Navarro; mejores efectos especiales para Lluís Rivera Jove y Helmuth Barnert; y mejor maquillaje y peluquería para Paula Cruz, Jesús Guerra y Nacho Díaz.

## Sinopsis
Un asesino en serie está matando a personas anónimas imitando las primeras apariciones de algunos de los súper héroes más conocidos. Cosme, el detective, está a punto de jubilarse contra su voluntad, a pesar de ser el mejor de su comisaría. David, su relevo, es joven e impulsivo. Ambos tendrán la misión de capturar al asesino en serie, mientras se ven envueltos en un juego de pistas sin salida. En la investigación, contarán con la ayuda de Jorge Elías, hijo de Cosme y dueño de una tienda de cómics, y de Norma, jefa de ambos y amante del manga y del cosplay.[cita requerida]

## Reparto
- Javier Rey como David Valentín/Vértice
- Verónica Echegui como Norma
- Brays Efe como Jorge Elías Galiardo
- Antonio Resines como Cosme Galiardo
- Ernesto Alterio como Jonathan Bruguera/Doctor Nóvaro
- Carlos Areces como Galván
- Juanfra Juárez como Ibarra
- Álex García como Javier Galiardo
- Leonardo Sbaraglia como Paco
- Mario Díaz como Friki Tienda
- Jonathan D. Mellor como Stan
- Frank T como Heimdall
- Roman Rymar como Felipe
- Laura Galán como Isabel
- Rodrigo Latorre como Toño